# Балистика
Балистика је научна дисциплина која се бави проучавањем кретања пројектила у лету, као што су меци, гранате, ракете и други објекти који се крећу под дејством силе. Балистика обухвата анализу кретања ових пројектила у различитим фазама њиховог лета, од тренутка када напусте оружје до тренутка када стигну до циља или се зауставе. Ова дисциплина има широку примену, укључујући војну науку, криминалистику, спорт, и друге области где је испаљивање или лансирање пројектила од значаја.
Због своје сложености и широког опсега, балистика је подељена на неколико грана, од којих свака проучава одређени аспект кретања пројектила.

## Подела балистике
Балистика се традиционално дели на четири главне области:

### Унутрашња балистика:
- Унутрашња балистика проучава кретање пројектила унутар цеви ватреног оружја, од тренутка паљења барута или другог погонског средства до тренутка када пројектил напусти цев.
- Укључује проучавање сагоревања барута или другог погонског средства, притиска унутар цеви, и понашања цеви (као што су вибрације и деформације).
- Важни аспекти су брзина испаљења, притисак у цеви, температура и трење између цеви и пројектила.

#### Кључни фактори:
- Притисак гаса: Проучава се како сагоревање барута ствара гасове и како ти гасови повећавају притисак унутар цеви, што води убрзању пројектила.
- Трење: Анализирају се ефекти трења између пројектила и унутрашње површине цеви.
- Брзина пројектила: Разматра се како брзина пројектила расте док пролази кроз цев.
- Дужина цеви: Дужина цеви утиче на време које пројектил проводи у цеви и на максималну брзину коју може постићи.

### Спољашња балистика:
- Бави се кретањем пројектила након што напусти цев, до тренутка када дође до мете или падне на тло.
- Проучава силе које делују на пројектил, укључујући гравитацију, отпор ваздуха, бочни ветар, ефекат Кориолисове силе (ротација Земље), и Магнусов ефекат (утицај ротације пројектила на његову путању).
- Математичко моделовање путање пројектила (балистичка крива) је кључно у овој области.

### Терминална балистика:
- Истражује понашање пројектила при удару у мету.
- Проучава ефекте пенетрације, деформације, фрагментације пројектила, као и ефекат на мету.
- У војним применама, терминална балистика је кључна за разумевање штетности пројектила и ефикасности панцира или заштитне опреме.

### Прелазна балистика:
- Прелазна балистика проучава кретање пројектила у врло кратком времену између тренутка када напусти цев и тренутка када уђе у фазу спољашњег лета.

#### Кључни фактори:
- Утицај експлозивног гаса: Како експлозивни гасови из цеви утичу на путању пројектила у првим тренуцима након испаљивања.
- Аеродинамичке силе: Силе које делују на пројектил док пролази из стања кретања унутар цеви у слободан лет.

Подела на унутрашњу и спољну балистику је настала у време оруђа којима је највећа брзина саопштавана на устима цеви изгарањем барута у комори. Са ракетним пројектилима који су погоњени и после напуштања лансирног уређаја, све је теже правити разлику између ова два појма.

## Додатне области балистике

### Форензичка балистика:
Ова грана балистике се користи у криминалистици за идентификацију оружја и пројектила повезаних са злочинима, како би се утврдиле информације које ће се користити суду или другом делу правног система. Форензички балистичари анализирају трагове на чаурама, мецима и оружју, као и угао и правац пуцања, како би реконструисали догађаје и повезали доказе, како би се утврдило да ли је одређено ватрено оружје или оруђе коришћено у извршењу кривичног дела.

### Медицинска балистика или балистика ране
Балистика ране проучава кретање метка у телу човека или животиње. Предмет истраживања медицинских хирурга и судских вештака.

### Балистика оружја за масовно уништење:
Проучава балистичке ракете, интерконтиненталне балистичке ракете (ICBM), и нуклеарне бојеве главе. Фокусира се на технологију лансирања, аеродинамику пројектила, вођење, и прецизност удара.

### Балистика пројектила без повратка:
Обухвата проучавање кретања пројектила, попут бацача граната или ракета које немају повратни ударац на лансер.

### Астродинамика:
Астродинамика је примена балистике и небеске механике на практичне проблеме који се тичу кретања ракета и других свемирских летелица. Кретање ових објеката се обично израчунава из Њутнових закона кретања и Њутновог закона универзалне гравитације. То је основна дисциплина у дизајну и контроли свемирских мисија.

## Практична примена балистике
Балистика има широку примену у спортским, војним, полицијским, форензичким и научним контекстима:

### Спортска примена:
Пројектовање спортских пушака, лука и стрела, као и муниције за прецизно гађање.

### Војна примена:
Развој и тестирање оружја, као што су пушке, артиљерија и ракете, користи балистичке принципе за оптимизацију перформанси пројектила.

### Форензичка балистика:
Проучава трагове метака, остатке барута и друге доказе како би се реконструисале криминалне активности. Форензички балистичари могу анализирати путање метака, поредити пројектиле са ватреним оружјем и одређивати удаљеност са које је пуцано.

### Полиција и Криминалистика:
Коришћење балистичких података у истрази злочина, укључујући анализу балистичких трагова на месту злочина.

### Индустрија:
У цивилном сектору, балистика се користи за развој спортског оружја и муниције, као и за дизајн заштитних материјала као што су панцири.

### Аеросвемирска индустрија:
Проучавање и примена балистичких закона у лансирању сателита и међузвезданих мисија.

## Историја и развој
Најранији познати балистички пројектили били су камење и копља, и штап за бацање.
Најстарији доказ о пројектилима са каменим врхом, који су могли, али не морају бити покретани луком, датира од пре 280.000 година, а то је пронађено у Етиопији, данашњој Источној Африци. Најстарији докази о употреби лука са стрелама датирају пре око 10.000 година; заснива се на стрелама од борове шуме пронађене у долини Аренсбург северно од Хамбурга. Имали су плитке жљебове на подлози, што указује на то да су користили лук и стрелу. Најстарији до сада пронађени лук стар је око 8.000 година, пронађен је у мочвари Холмегорд у Данској.
Изгледа да је стреличарство стигло у Америку са арктичком традицијом малих алата, пре око 4.500 година.
Први уређаји идентификовани као оружје појавили су се у Кини око 1000. године нове ере, а до 12. века технологија се ширила остатком Азије, а до 13. века у Европи.
Бавећи се проблемом динамике пројектила, Жан Буридан (1292-1363) показује да је Аристотелова теорија кретања погрешна и доноси савремени подстицај, теорију Жана Филопона чији он постаје главни промотер. Буриданова примена теорије импетуса на кретање пројектила доводи га до балистичке криве која се разликује од оне коју даје Аристотелова теорија. Овај проблем је детаљније проучавао други париски научник, Алберт Саксонски (1316-1390), који је разликовао три различите фазе у кретању пројектила. Прво, почетна фаза у којој је импулс доминантан, а гравитација се сматра занемарљивом, а резултат је праволинијско кретање. Алберт Саксонски дефинише међуфазу у којој се гравитација обнавља, а пут почиње да скреће са праве линије; Овај део пута се често сматра делом круга. Треће, он постулира завршну фазу у којој је импулс потпуно потрошен, а сама гравитација носи пројектил надоле дуж вертикалне линије. Теорија импулса је резултирала побољшаним обликом балистичке криве, иако у чисто квалитативном смислу, из чега би било немогуће извести табеле домета од практичне вредности.
Проблемима балистике се такође бави и Леонардо да Винчи, покушавајући да повеже утицаје дужине и пречника цеви, положаја рупице за припалу барута, и других, на лет пројектила. У то време се сматрало да пројектил иде хоризонтално, а да по губитку енергије вертикално пада на земљу.
Након њега, дисциплину балистике је такође проучавао и развио италијански математичар Николо Тартаља 1531. (1499-1557) иако је наставио да користи сегменте праволинијског кретања, конвенције које су успоставили грчки филозоф Аристотел и Алберт Саксонски, ипак он је био први који је применио иновативно решење математичко резоновање на артиљеријску ватру, где је повезао праве линије са кружним луком. Још увек снажно прожет импулсом, уложио је велике напоре да покаже да ниједан део путање топовске кугле није у правој линији, то је закључио 1538. године, и описује кривину од почетка њеног кретања из уста; даље је доказао да топ пуца што даље под углом од 45°. Још се каже да је Тартаља открио четвртину круга топника. Било је резервисано за Галилеја и његовог ученика Еванђелиста Торичелија да ближе погледају законе пада тела. Тартаља је доказао да се лопта која напушта топ креће дуж кривине, Галилео је показао да је ова крива парабола под условом да је тачка пада лопте у истој равни као и батерија из које је испаљена и да је просторија подигнута изнад хоризонта; даље је доказао да је то била пола параболе када је топ у истим околностима био усмерен хоризонтално. Еванђелиста Торичели је проширио ова открића, показао је да лопта, без обзира да ли је пала изнад или испод равни на којој је била њена полазна тачка, описује параболу веће или мање амплитуде у зависности од угла под којим је топ био усмерен и пратећи силу.
Галилео је успоставио принцип сложеног кретања 1638. користећи принцип за извођење параболичног облика балистичке путање. Њутн 1684. уводи у разматрање и отпор ваздуха, сматрајући да се повећава с квадратом брзине тела.
Пре времена Галилеја артиљеријска ватра, је била неисправна јер се на њу није примењивала математичка наука; после овог физичара хитац је био неисправан, посебно зато што су његове теорије биле исувише искључиво усвојене, а узроци случајних грешака нису довољно узети у обзир. „Навикли да се лагано крећемо кроз атмосферу која се пред нама дели и затвара када смо тако добро прошли да је постала прави тип неотпорног окружења, тешко да можемо јасно да ценимо огроман отпор којем се супротставља пројектил који се креће великом брзином. Галилејеви експерименти су изведени на телима која се споро крећу, на која је отпор ваздуха могао да има само незнатан утицај, тако да би њихова параболична путања била само мало деформисана, а не би у потпуности проценила утицај због овог узрока. Међутим, Галилеју није било непознато да ваздух заиста пружа одређени отпор, али је веровао да је он занемарљивији него што заиста јесте. Галилејеве идеје су биле прихваћене скоро универзално.
Године 1674, Роберт Андерсон (1668-1696) је у Лондону објавио The Genuine Use and Effects of the Gunne, који је врло брзо постао у Енглеској референтни рад за рад који се односи на параболичку балистику, упоредив са оним Франсоа Блондела (1618-1686), Уметност бацања бомби (L'art de jeter les bombes), објављена неколико година касније 1683. у Паризу. Ова два текста, која у суштини настоје да уведу у праксу артиљерије главне резултате параболичке балистике коју су успоставили између осталих Галилео, Торичели и Марин Мерсен, претерано игноришу ефекте отпора артиљерије на основу балистичких експеримената. Врло брзо је дошло до свађе Роберта Андерсона и Џејмса Грегорија око релевантности ових теза. Тада је Џон Колинс (1625-1683) позвао неколико својих пријатеља да изнесу своја мишљења. Између осталих позван је и Исак Њутн, где је он балистику поставио на чврсту научну и математичку основу, објављивањем књиге Математички принципи природне филозофије 1687.. Тиме су дати математички закони кретања и гравитације који су по први пут омогућили успешно предвиђање путања.
Едмонд Халлеи 1686. године на позитиван начин потврђује да је за велике металне пројектиле чија тежина за велики број пута већа од сличне запремине ваздуха, а чија је сила веома велика у односу на површину на коју се ваздух притиска, његов отпор је једва приметан и из резултата посматрања закључује да ако за мали лаки пројектил можемо и морамо узети у обзир отпор ваздуха, при испаљивању великих и тешких бомби можемо мало или нимало обратити пажњу.
Артиљерце је могао навести да посумњају у истинитост ове тврдње доктора Халеја и ауторитета Исака Њутна који показује да се крива коју описује пројектил у високо отпорном медију разликује од параболе и да је отпор ваздуха довољно велики да произведе између пројекцијске криве тешког тела и параболе уочљиву разлику која је превише значајна да би се занемарила. Кристијан Хајгенс је 1690. изнео исте принципе.
Упркос сведочењу двојице таквих људи, и још бољем сведочењу праксе, Галилејева грешка је наставила да се шири. Може се запитати како су се грешке параболичке теорије наставиле када их је било тако лако демонстрирати у пракси. Одговор је да су многи били паралисани великим именом Галилеја и да се нису усуђивали да мисле својом главом; било је и других који су недостатак усаглашености између теорије и праксе приписали интервенцији неког узрока. Неизвесност је остала све до 1742. године, када Бенџамин Робинс ствара балистичко клатно, па је објавио своју расправу под називом Нови принципи топништва (New Principles of Gunnery) у којој је у потпуности узето у обзир трење ваздуха. Принципе развијене у овој расправи убрзо је потврдио Леонард Ојлер где решава математички систем једначина кретања пројектила, који има и данас значај за брзине испод 240 m/s. Ојлер уводи и систем поступног решења система једначина по сукцесивним луковима, који се користи и данас.
Током 19. века многи научници раде на усавршавању мерења и метода. Уводи се крешер за мерење притиска гасова у цеви, и хронограф за мерење брзине пројектила. Утврђена је зависност силе барута, густине пуњења, и развијеног притиска гасова у комори константне запремине позната као Ејбел-Ноублов закон. Нађен је и закон отпора средине, од којих је Гавров кориштен до Првог свјетског рата. Италијан Анђело Сијачи с разрадама П. Шарбонијеа даје метод решавања једначина кретања у коначном облику, који је примењив без обзира на кориштени закон отпора. С овим су сачињене таблице које се и данас користе.
У 20. веку долази до даљег развоја теоријског разматрања проблематике балистике, и развоја справа за мерење и регистрацију. Увођењем електронских рачунара све више се користи Рунге-Кута метод нумеричког интеграљења.
Теорије о кретању ракетних пројектила дају Руси Константин Циолковски и Иван Мешчерски. Метод Рунге-Кута се користи данас и за ове врсте прорачуна. Кретање ракетних вођених пројектила великог домета и орбиталних летилица се заснива на принципима небеске механике и астрономије.
Развој аеродинамике је омогућио дефинисање аеродинамичких особина пројектила, што омогућава дефинисање услова статичке и динамичке стабилности и кретања пројектила око тежишта. Основне услове дефинише Магнус де Спар 1894. Касније долази до великог напретка и на овом пољу балистике.
Реч балистика долази од грчког βάλλειν ballein, што значи „бацити“.

## Пројектили
Пројектил је сваки објекат пројектован у простор (празан или не) под дејством силе. Иако је сваки објекат у кретању кроз свемир (на пример бачена бејзбол лопта ) пројектил, термин се најчешће односи на далекометно оружје. Математичке једначине кретања пројектила користе се за анализу путање.
Примери пројектила укључују кугле, стреле, меци, артиљеријске гранате, ракете без крила итд.

## Лансери пројектила

### Бацање
Бацање је лансирање пројектила руком. Људи су неуобичајено добри бацачи због своје велике спретности и добрих тајминг способности, а верује се да је то еволуирана особина. Докази о људском бацању датирају пре 2 милиона година. Брзина бацања од 90 mph код многих спортиста далеко премашује брзину којом шимпанзе могу да бацају ствари, а то је око 20 mph. Ова способност одражава способност људских рамена мишића и тетива да чувају еластичност све док то не буде потребно за покретање објекта.

### Праћка
Праћка је пројектилно оружје које се обично користи за бацање тупог пројектила као што је камен, глина или оловни „метак за праћку“.
Праћка има малу колевку или торбицу у средини две дужине гајтана. Камен за ремен се ставља у кесу. Средњи прст или палац се ставља кроз петљу на крају једног кабла, а језичак на крају другог кабла се ставља између палца и кажипрста. Ремен се окреће у луку, а језичак се ослобађа у тачном тренутку. Ово ослобађање даје пројектилу могућност да лети до циља.

### Лук
Лук је флексибилан комад материјала који испаљује аеродинамичке пројектиле зване стреле. Стрела је можда први смртоносни пројектил икада описан у расправи о балистици. Жица спаја два краја и када се врпца повуче уназад, крајеви штапа се савијају. Када се тетива ослободи, потенцијална енергија савијеног штапа се трансформише у брзину стреле. Стреличарство је уметност или спорт гађања стрела из лука.

### Катапулт
Катапулт је уређај који се користи за лансирање пројектила на велику удаљеност без помоћи експлозивних направа – посебно разних типова античких и средњовековних машина за опсаду.  Катапулт се користи од давнина, јер се показало да је један од најефикаснијих механизама током ратовања. Реч „катапулт“ потиче од латинске речи catapulta, која заузврат потиче од грчког καταπέλτης (катапелтес), а сама од κατα (ката), „против“  и παλλω ( палло ), „бацити, бацити“.  Катапулте су измислили стари Грци. 

### Пиштољ
Пиштољ је обично цевасто оружје или други уређај дизајниран за испуштање пројектила или другог материјала Пројектил може бити чврст, течан, гасовит или енергетски и може бити слободан, као код метака и артиљеријских граната, или заробљени као код сонди Тасер и харпуна за лов на китове. Средства пројекције варирају у зависности од дизајна, али обично утичу на дејство притиска гаса, било произведеног брзим сагоревањем погонског горива или компримованог и ускладиштеног механичким средствима, који делује на пројектил унутар цеви. Ограничени гас убрзава покретни пројектил низ дужину цеви дајући довољну брзину да одржи пут пројектила када престане дејство гаса на крају цеви или цевчице. Алтернативно, може се применити убрзање путем генерисања електромагнетног поља у том случају се цев може изоставити и заменити шину водилицу.
Инжењер оружја или оружар који примењује научне принципе балистике за пројектовање патрона често се назива балистичар.

### Ракета
Ракета је пројектил, свемирска летелица, авион или друго возило које добија потисак од ракетног мотора. Издувни гасови ракетних мотора се у потпуности формирају од погонског горива које су унутар ракете пре употребе.  Ракетни мотори раде акцијом и реакцијом. Ракетни мотори гурају ракете напред једноставним избацивањем издувних гасова уназад изузетно брзо.
Иако су релативно неефикасне за употребу при малим брзинама, ракете су релативно лагане и моћне, способне да генеришу велика убрзања и да постигну изузетно велике брзине са разумном ефикасношћу. Ракете се не ослањају на атмосферу и добро раде у свемиру.
Ракете за војну и рекреативну употребу датирају из Кине из 13. века.  Значајна научна, међупланетарна и индустријска употреба није се догодила све до 20. века, када је ракетна техника била технологија која је омогућила свемирско доба, укључујући и слетање на Месец. Ракете се сада користе за ватромете, лансирне ракете за вештачке сателите, летове људи у свемир и истраживање свемира.
Хемијске ракете су најчешћи тип ракета високих перформанси и обично стварају свој издувни гас сагоревањем ракетног горива. Хемијске ракете чувају велику количину енергије у облику који се лако ослобађа и могу бити веома опасне. Међутим, пажљив дизајн, тестирање, конструкција и употреба минимизирају ризике.

## Балистичка путања
Балистичка путања је путања по којој се тело са одређеном почетном брзином креће под утицајем гравитације и аеродинамичког отпора ваздуха. Без узимања у обзир отпора ваздуха, балистичка путања, према првом Кеплеровом закону, представља део елипсе која се налази изнад површине Земље, чије се једно од жаришта поклапа са центром гравитације Земље. Пошто већи део путање балистичких пројектила довољно великог домета (више од 500 km) пролази у ретким слојевима атмосфере, где отпор ваздуха практично нема, њихове путање у овој области су елиптичне.
Облик делова балистичке путање који пролазе кроз густе слојеве атмосфере зависи од многих фактора: почетне брзине пројектила, његовог облика и масе, тренутног стања атмосфере на путањи (температура, притисак, густина) и природу кретања пројектила око његовог центра масе. Облик балистичке путање у овом случају се обично израчунава методом нумеричке интеграције диференцијалних једначина кретања пројектила у стандардној атмосфери. На основу оваквих прорачуна састављају се балистичке табеле, које су водич за нишанџије при гађању артиљеријских оруђа и лансера система.

## Балистички преглед
Врста форензичког испитивања, чији је задатак да истрази пружи одговоре на техничка питања која се јављају током истраге случајева употребе ватреног оружја. Конкретно, утврђивање кореспонденције између испаљеног метка (као и чауре и природе разарања изазваног метком) и оружја из којег је испаљен хитац.

## Тренутни проблеми
Најважнија питања савремене унутрашње балистике су проблеми процеса и начина сагоријевања погонске материје за оруђа великих почетних брзина пројектила, проблеми ракетних мотора с чврстим горивом, и таласни процеси при опаљењу.

## Закључак
Балистика је интердисциплинарна комплексна и широко примењива наука која игра кључну улогу у развоју и анализи оружја, као и у форензичкој анализи криминалних дела. Разумевање основних принципа балистике је кључно за све који се баве дизајном оружја, војном стратегијом, безбедношћу или криминалистиком. Кроз историју, балистика је еволуирала из једноставних експеримената у софистицирану научну дисциплину која данас користи најмодерније технологије и методе истраживања.